# 남파의 변
남파의 변(南坡-變)은 1323년(지치 3년) 원 영종이 시해된 사건이다.

## 진행 과정
영종의 할머니 다기 카툰은 아들 원 무종이 즉위한 이래 흥성궁(興聖宮)에 거처하며 절대적인 권력을 휘두르고 있었다. 무종이 붕어하자 동생을 원 인종으로 즉위시켰고 태후의 권력은 더욱 강해졌다. 인종의 아들 영종이 즉위한 뒤에도 태후의 권력은 여전했다.
하지만 인종과 달리 영종은 할머니의 이러한 간섭을 달가워하지 않았다. 잘라이르 부족의 바이주(拜住)를 기용해 태후의 측근인 테무데르(鐵木迭兒)를 견제하고자 했다. 그러던 1322년(지치 2년) 태후와 테무데르가 연이어 사망하자 영종은 바이주를 중서우승상에 임명해 친정을 시작했다.
텍시(鐵失)는 테무데르와 가까운 사이로 어사대부의 지위에 있었다. 하지만 테무데르가 죽고 가족들이 처형되자 자신에게도 화가 미칠까 두려워하게 되었다. 이에 텍시는 옛 테무데르의 파벌에 속하는 관료들, 안서국이 폐지된 것에 대해 앙심을 품은 황족 오루크 테무르(兀雷帖木兒)·알탄 부카, 영종의 동생이지만 푸대접을 받던 오도스부카(兀都思不花) 등과 협력해 영종의 암살을 모의하게 되었다.
1323년 8월 4일 영종은 상경에서 대도로 이동하던 중 남파에 천막을 치고 잠시 머무르고 있었다. 이때 텍시는 지추밀원사 에센 테무르(也先鐵木兒) 등과 함께 천막을 습격하여 바이주를 죽이고 이어 영종마저 살해했다.

## 영향
영종에게 아들이 없었기에 다른 황족 중에서 새 황제를 세워야 했다. 당시 가장 차기 황제에 가까웠던 인물은 무종의 아들 코실라(和世㻋)와 툭테무르(圖帖睦爾)였지만 텍시는 상대적으로 촌수가 멀었던 예순 테무르를 옹립했다. 이가 원 태정제다.
이는 태후 다기와 테무데르의 세력이 무종의 아들들을 냉대했기에 그 잔장 세력에 속하는 텍시가 무종의 아들을 옹립할 이유가 없었기 때문이었다. 또한 태후가 콩기라트 출신이었던 것에 비해 무종의 아들들은 콩기라트부 출신이 아니었고 태정제는 콩기라트부 출신 어머니를 두었다는 점도 주요한 이유였다.
하지만 무종의 아들이 더 강한 정통성을 지녔다고 생각한 세력이 많이 남아 있었고 이들은 태정제와 그 혈통의 통치를 호의적으로 받아들이지 않았다. 이는 훗날 천력의 내란을 야기하게 된다.